# Presles (Val-d'Oise)
Pour les articles homonymes, voir Presles.
Presles est une commune du Val-d'Oise située à environ 30 km au nord de Paris.
Ses habitants sont les Preslois(es).

## Géographie

### Description
La commune est située dans le vallon du ru de Presles, à flanc de coteau, entre les forêts de Carnelle et de L'Isle-Adam.

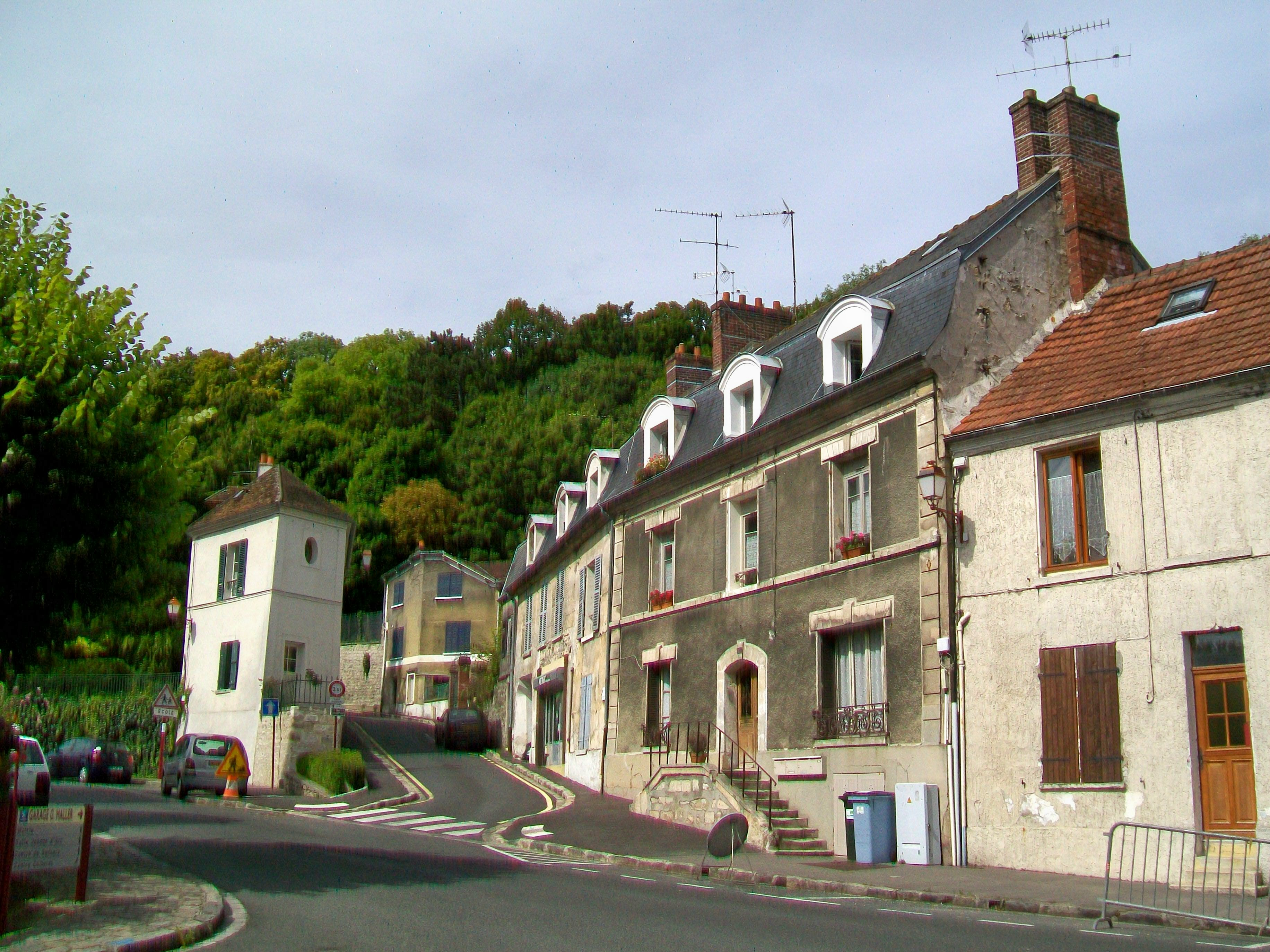
Paysage urbain.

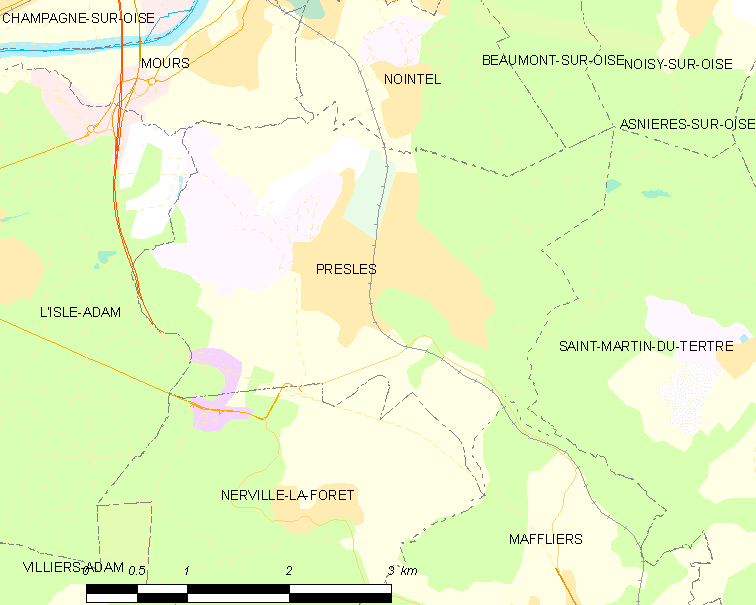
Carte de la commune.
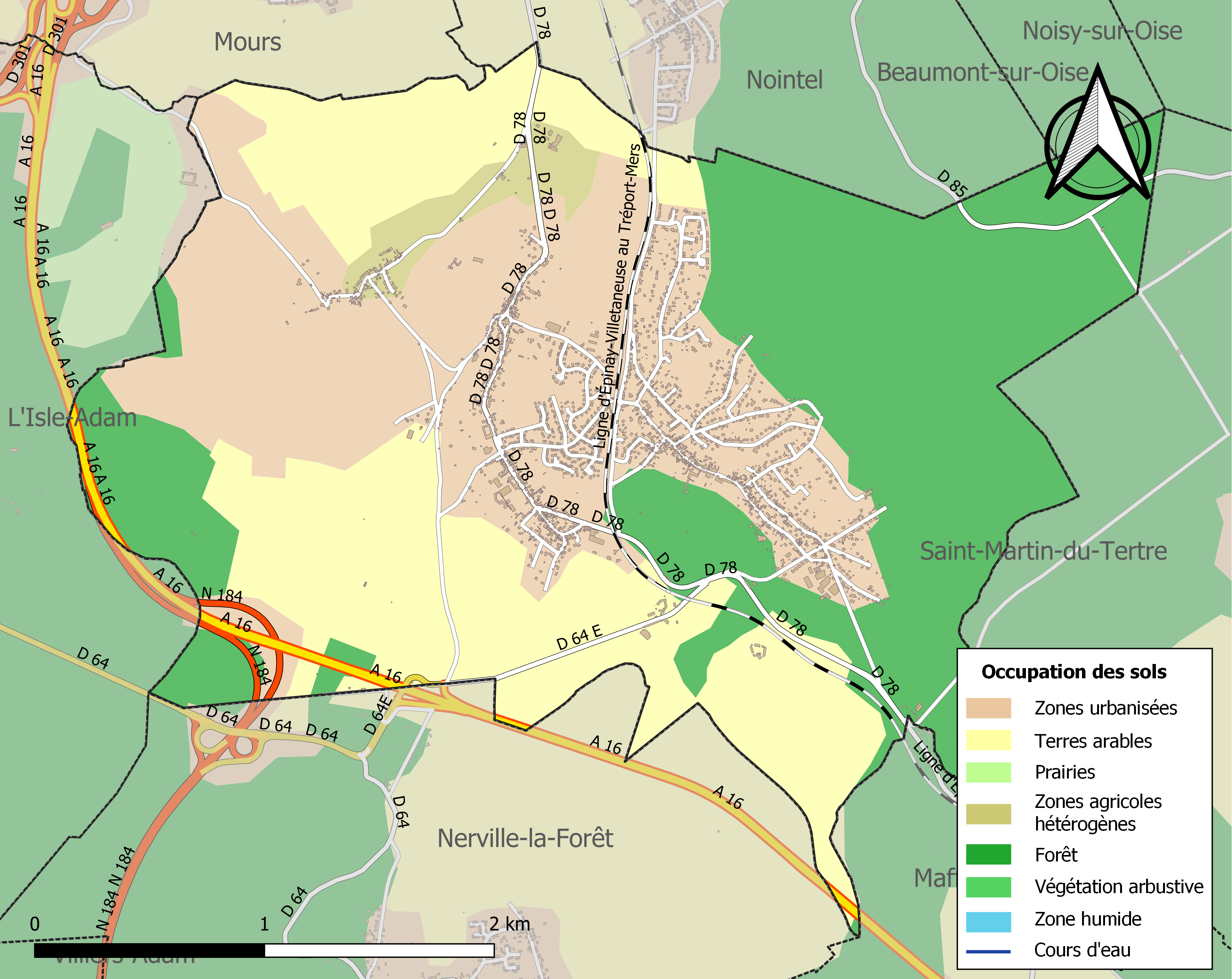
Occupation des sols

### Communes limitrophes
Presles est limitrophe de L'Isle-Adam, Mours, Nointel, Beaumont-sur-Oise, Saint-Martin-du-Tertre, Maffliers et Nerville-la-Forêt.
| Mours       | Nointel           | Beaumont-sur-Oise      |
| L'Isle-Adam | Presles           | Saint-Martin-du-Tertre |
|             | Nerville-la-Forêt | Maffliers              |

### Voies de communication et transports
La commune est desservie par la gare de Presles-Courcelles, située sur la ligne d'Épinay - Villetaneuse au Tréport - Mers, desservie par les trains de la ligne H du Transilien de la branche de Paris-Nord à Persan - Beaumont par Montsoult - Maffliers.
Le sentier de grande randonnée GR1 traverse le territoire de la commune, il se prolonge vers Nerville-la-Forêt au sud et Saint-Martin-du-Tertre à l'est.

### Climat
Pour des articles plus généraux, voir Climat de l'Île-de-France et Climat du Val-d'Oise.
En 2010, le climat de la commune est de type climat océanique dégradé des plaines du Centre et du Nord, selon une étude du CNRS s'appuyant sur une série de données couvrant la période 1971-2000. En 2020, Météo-France publie une typologie des climats de la France métropolitaine dans laquelle la commune est dans une zone de transition entre le climat océanique et le climat océanique altéré et est dans la région climatique  Sud-ouest du bassin Parisien, caractérisée par une faible pluviométrie, notamment au printemps (120 à 150 mm) et un hiver froid (3,5 °C). 
Pour la période 1971-2000, la température annuelle moyenne est de 11,1 °C, avec une amplitude thermique annuelle de 14,5 °C. Le cumul annuel moyen de précipitations est de 679 mm, avec 10,9 jours de précipitations en janvier et 8 jours en juillet. Pour la période 1991-2020, la température moyenne annuelle observée sur la station météorologique la plus proche, située sur la commune de Pontoise à 15 km à vol d'oiseau, est de 12,5 °C et le cumul annuel moyen de précipitations est de 666,7 mm,. Pour l'avenir, les paramètres climatiques de la commune estimés pour 2050 selon différents scénarios d'émission de gaz à effet de serre sont consultables sur un site dédié publié par Météo-France en novembre 2022.

## Urbanisme

### Typologie
Au 1er janvier 2024, Presles est catégorisée ceinture urbaine, selon la nouvelle grille communale de densité à sept niveaux définie par l'Insee en 2022.
Elle appartient à l'unité urbaine de Presles, une unité urbaine monocommunale constituant une ville isolée,. Par ailleurs la commune fait partie de l'aire d'attraction de Paris, dont elle est une commune de la couronne,. Cette aire regroupe 1 929 communes,.

## Toponymie
Le lieu est attesté sous les formes Prataria et Pretarium en 862, de Pratariis en 1110, de Praeris en 1184, de Praeres en 1210, Pratellas 1223.
Il s'agit d'un toponyme médiéval issu de l'ancien français proiere, praiere « grande étendue de prés » confondu plus tard avec le vieux français praël « petit pré » et peut-être « espace découvert entouré de bâtiments » (attesté vers 1165) > préau (issu du pluriel préaux, le singulier s'étant aligné sur le pluriel en francien) qui a fini par désigner tout autre chose au XIXe siècle.
Le passage d'un terme à l'autre s'observe bien dans les formes latinisées entre 1210 : Praeres et 1223 : Pratellas. L'un comme l'autre de ces deux mots remontent au gallo-roman, *prataria pour le premier et pratellu pour le second.
La même confusion s'est opérée pour Presles-en-Brie (Praeres vers 1222, Praesles 1276).

## Histoire
La commune possède sur son territoire plusieurs sépultures néolithiques, témoignages d'une occupation fort ancienne. La première mention écrite du village date de 862, comme indiqué précédemment.
Au Moyen Âge, la seigneurie située sur la route des Flandres appartient à la famille de Presles. Le fief passe ensuite en 1580 à la famille Baillet, conseillers au Parlement, puis en 1707 appartient à la famille de Turmenyes, enfin, par alliance, Presles est devenu possession du prince de Conti.
Dès 1756, la commune est sur la route de voitures publiques cheminant de Paris à Beauvais.
Au XVIIIe siècle, le territoire est partagé en plusieurs fiefs : Nantouillet (longtemps propriété des Nicolay), Remi, Rouvray, Prerolles, Courcelles, Valpendant, de Montbray.
Lors de la Révolution française, Presles  est érigée en commune en 1790. La plupart des châteaux sont reconstruits durant le XIXe siècle.
La commune possédait jadis de nombreux moulins. Elle conserve aujourd'hui son caractère rural.

## Politique et administration

### Rattachements administratifs et électoraux
Rattachements administratifs
Antérieurement à la loi du 10 juillet 1964, la commune faisait partie du département de Seine-et-Oise. La réorganisation de la région parisienne en 1964 fit que la commune appartient désormais au département du Val-d'Oise et à son arrondissement de Pontoise, après un transfert administratif effectif au 1er janvier 1968.
Elle faisait partie depuis 1801 du canton de L'Isle-Adam. Dans le cadre du redécoupage cantonal de 2014 en France, cette circonscription administrative territoriale a disparu, et le canton n'est plus qu'une circonscription électorale.
La commune fait partie de la juridiction d’instance, de grande instance ainsi que de commerce de Pontoise,.
Rattachements électoraux
Pour les élections départementales, la commune fait partie depuis 2014 du canton de L'Isle-Adam.
Pour l'élection des députés, elle fait partie de la deuxième circonscription du Val-d'Oise.

### Intercommunalité
La commune fait partie de la communauté de communes de la Vallée de l'Oise et des Trois Forêts, un établissement public de coopération intercommunale (EPCI) à fiscalité propre créé fin 2003.

### Tendances politiques
Lors du premier tour des élections municipales de 2020, la liste menée par le maire sortant, Pierre Bemels, était seule en lice, et a remporté l'élection, lors d'un scrutin marqué par 70,90 % d'abstention.

### Liste des maires
| Période                                  | Période      | Identité       | Étiquette               | Qualité |
| ---------------------------------------- | ------------ | -------------- | ----------------------- | --- |
| Les données manquantes sont à compléter. |              |                |                         | |
| mai 1925                                 | ?            | Henri Potron   |                         | |
|                                          |              |                |                         | |
| mars 1983                                | mars 2008    | Régis Humbert  | UDF-PR puis DL puis UMP | Ancien directeur des ressources humaines Conseiller régional d'Ile-de-France (1992 → 2004) |
| mars 2008                                | février 2023 | Pierre Bemels  | UMP → LR puis SE        | Retraité de la Société générale depuis 2009 Vice-président (2014 → 2019 et 2020 → 2023) ou président (2019 → 2020) de la CC de la Vallée de l'Oise et des Trois Forêts ( ? → ) Président du syndicat du Rû de Presles Démissionnaire |
| 2023                                     | En cours     | Céline Caudron | SE                      | Graphiste |

### Jumelages

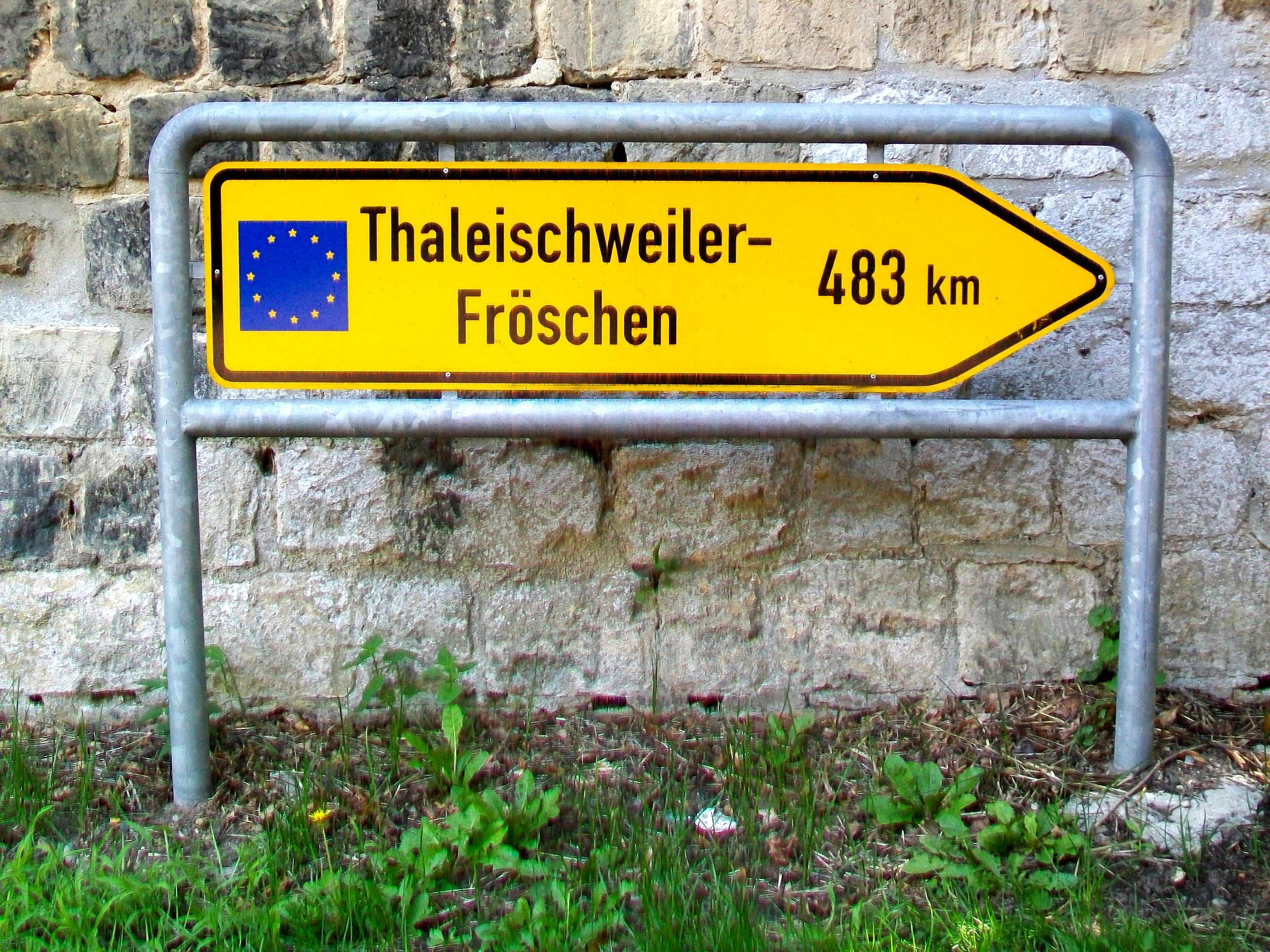
Plaque de jumelage.

La commune est jumelée avec la ville allemande  Thaleischweiler-Fröschen, située dans l'arrondissement du Palatinat-Sud-Ouest.

## Démographie
L'évolution du nombre d'habitants est connue à travers les recensements de la population effectués dans la commune depuis 1793. Pour les communes de moins de 10 000 habitants, une enquête de recensement portant sur toute la population est réalisée tous les cinq ans, les populations de référence des années intermédiaires étant quant à elles estimées par interpolation ou extrapolation. Pour la commune, le premier recensement exhaustif entrant dans le cadre du nouveau dispositif a été réalisé en 2007.

En 2022, la commune comptait 3 994 habitants, en évolution de +4,09 % par rapport à 2016 (Val-d'Oise : +4 %, France hors Mayotte : +2,11 %).
| 1793  | 1800  | 1806  | 1821  | 1831  | 1836  | 1841  | 1846  | 1851  |
| ----- | ----- | ----- | ----- | ----- | ----- | ----- | ----- | ----- |
| 1 268 | 1 298 | 1 303 | 1 338 | 1 541 | 1 575 | 1 663 | 1 650 | 1 586 |

| 1856  | 1861  | 1866  | 1872  | 1876  | 1881  | 1886  | 1891  | 1896  |
| ----- | ----- | ----- | ----- | ----- | ----- | ----- | ----- | ----- |
| 1 584 | 1 638 | 1 241 | 1 203 | 1 180 | 1 161 | 1 251 | 1 179 | 1 307 |

| 1901  | 1906  | 1911  | 1921  | 1926  | 1931  | 1936  | 1946  | 1954  |
| ----- | ----- | ----- | ----- | ----- | ----- | ----- | ----- | ----- |
| 1 238 | 1 227 | 1 319 | 1 523 | 1 615 | 1 642 | 1 539 | 1 635 | 1 959 |

| 1962  | 1968  | 1975  | 1982  | 1990  | 1999  | 2006  | 2007  | 2012  |
| ----- | ----- | ----- | ----- | ----- | ----- | ----- | ----- | ----- |
| 2 076 | 2 450 | 2 927 | 3 117 | 3 566 | 3 728 | 3 815 | 3 827 | 3 701 |

| 2017  | 2022  | - | - | - | - | - | - | - |
| ----- | ----- | - | - | - | - | - | - | - |
| 3 904 | 3 994 | - | - | - | - | - | - | - |

## Culture locale et patrimoine

### Lieux et monuments
Presles compte trois monuments historiques sur son territoire ;
- Église Saint-Germain-l'Auxerrois, rue Pierre-Brossolette (inscrite monument historique par arrêté du 16 juin 1926[28])

Elle a été bâtie à partir du XIIe siècle mais reconstruite à partir de 1480. 
Le chœur gothique est flanqué au nord d'un double collatéral voûté d'arêtes avec une colonne centrale romane, vestige de l'édifice primitif. Le clocher date du XVIe siècle. Les vingt-deux stalles du XVIIe siècle furent achetées par l'abbé Galet et proviennent de l'église abbatiale de Saint-Cloud (détruite en 1778). Les miséricordes Renaissance des stalles sont sculptées de sujets satiriques et de scènes de métiers.
- Allée couverte du Blanc Val, en écart, entre les dernières maisons du village et la RD 64e, chemin rural no 8 dit du Blanc-Val (classée monument historique par arrêté du 10 avril 1951[30])

Ce monument funéraire est une allée couverte enterrée de 6 m de longueur, découverte en 1949. Il s'agissait d'une sépulture collective, où cinquante corps furent retrouvées.
- Dolmen de la Pierre Plate, en forêt de L'Isle-Adam, parcelle 12 (classé monument historique par arrêté du 19 octobre 1932[32])

Cette allée couverte de 12 m sur 2,30 m fut restaurée en 1974. Elle est composée de trois tables de couverture. L'accès au vestibule se fait à travers une dalle perforée. Les restes humains d'une centaine d'individus ainsi que le mobilier funéraire dégagés en 1926 sont exposés au musée départemental de Préhistoire d'Île-de-France, à Nemours.

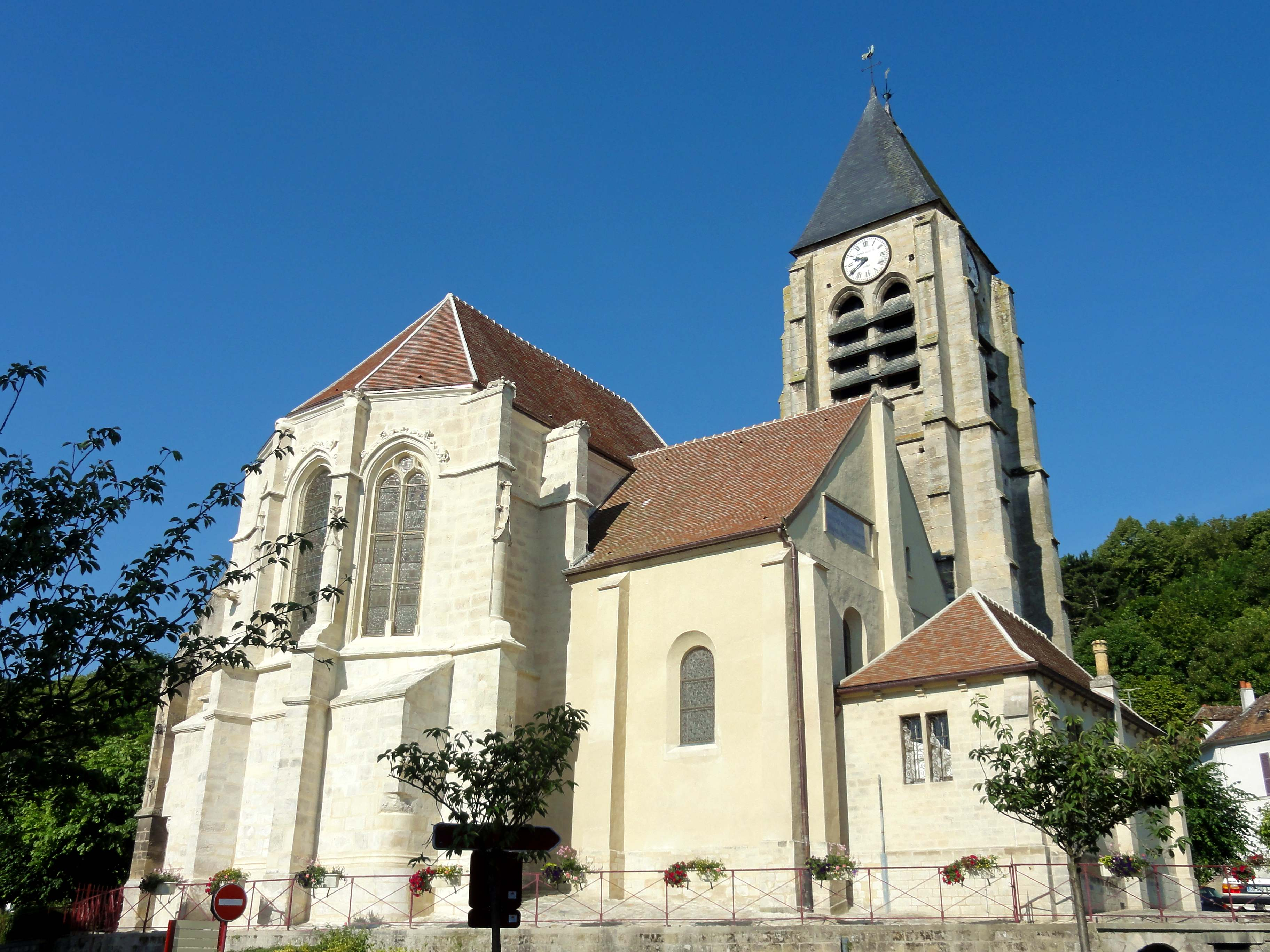
Église Saint-Germain-l'Auxerrois, vue d'ensemble depuis l'est.
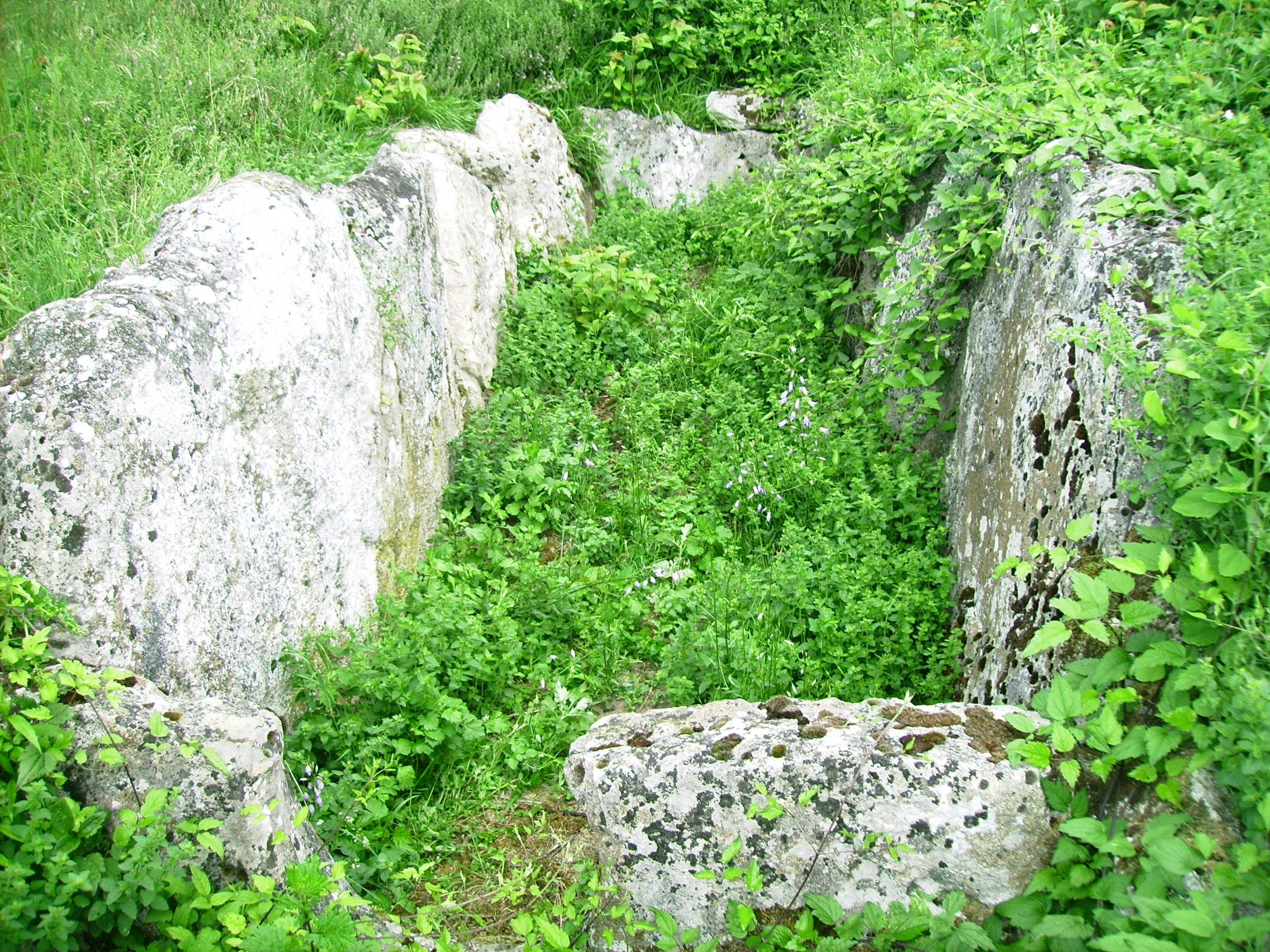
L'allée sépulcrale du Blanc-Val, au sud-ouest du hameau la Croix.
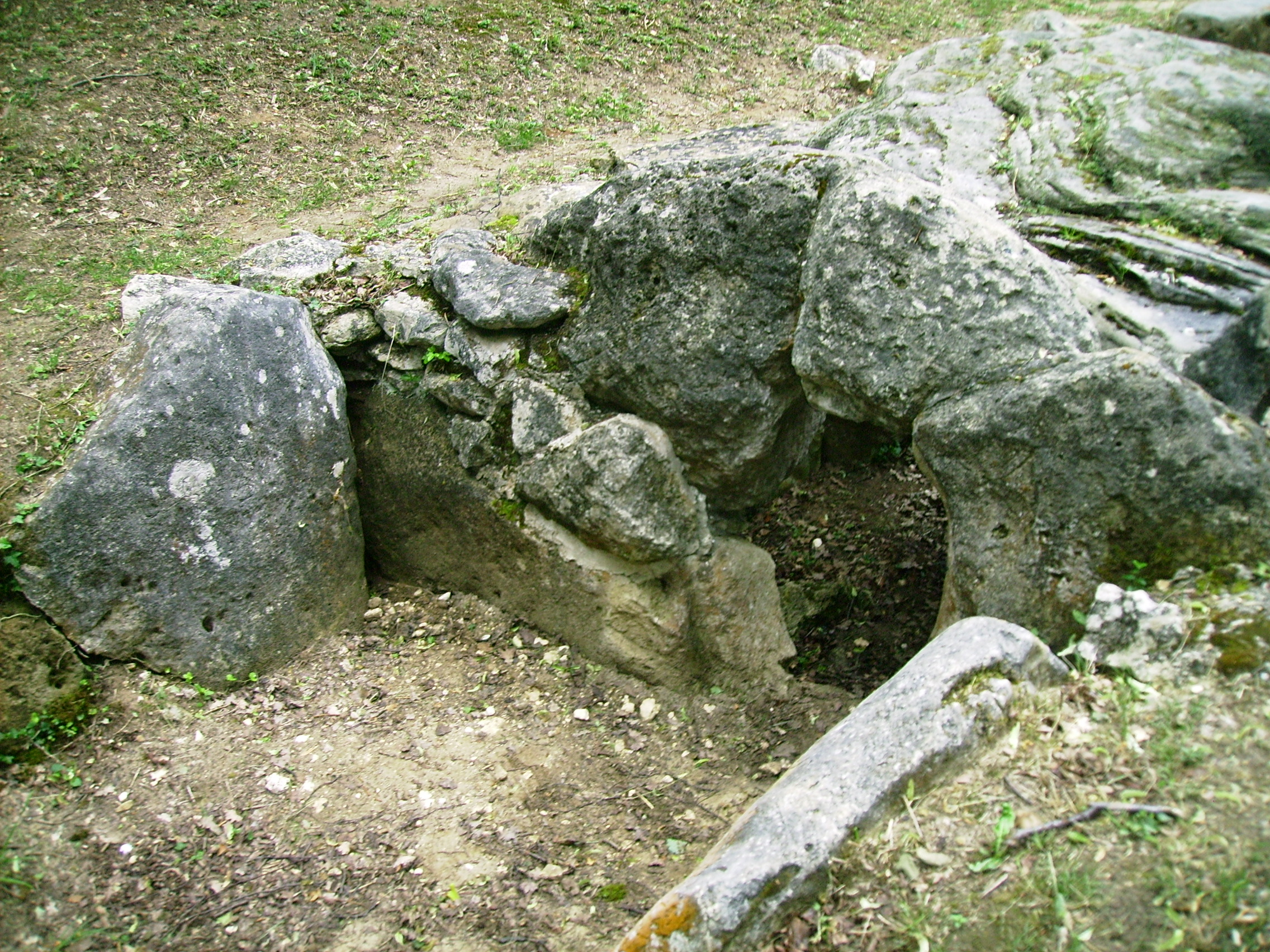
L'antichambre de l'allée couverte de la Pierre Plate, dans la forêt de l'Isle-Adam.
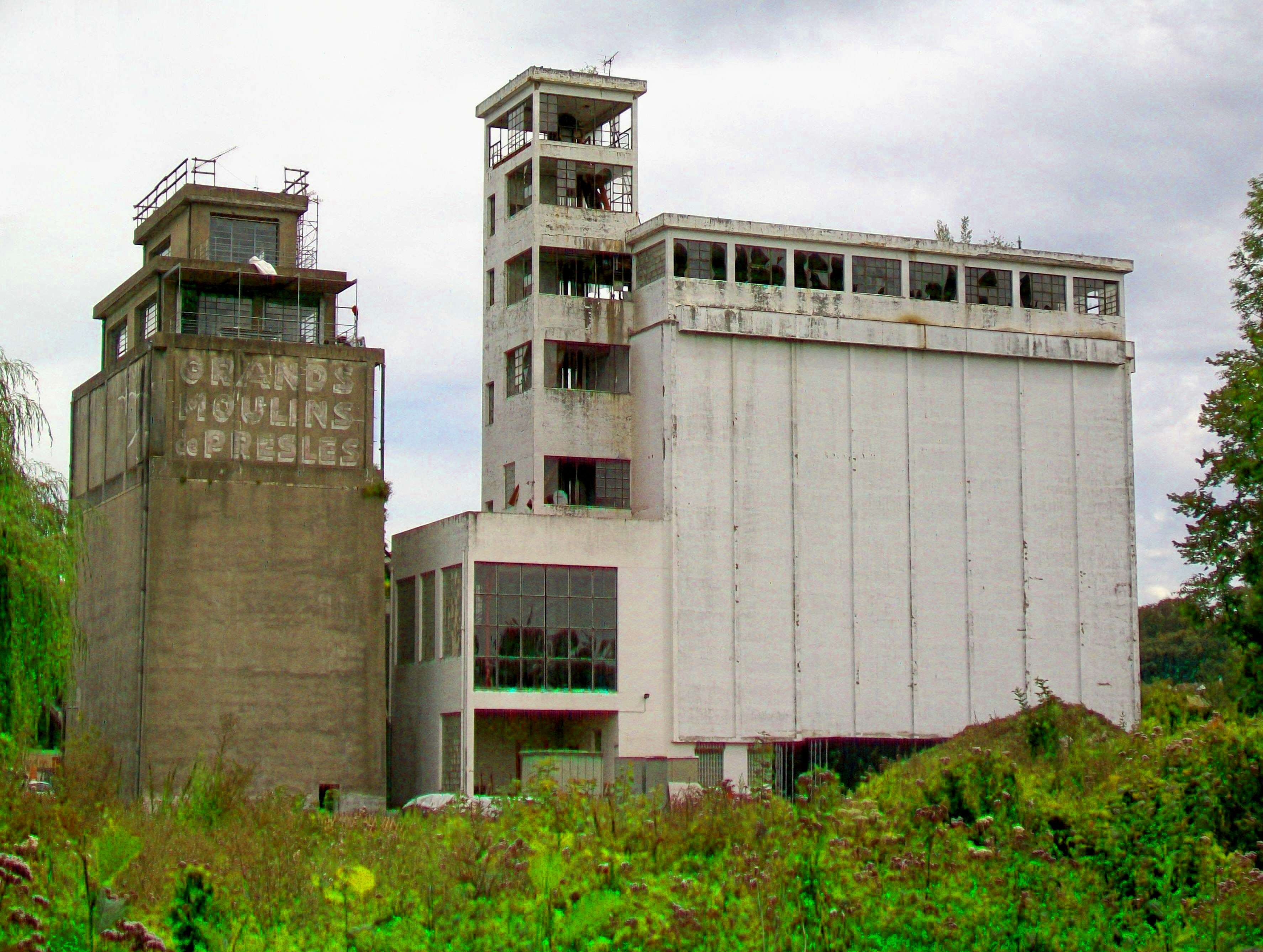
Les Grands Moulins de Presles, désaffectés mais en cours de travaux.
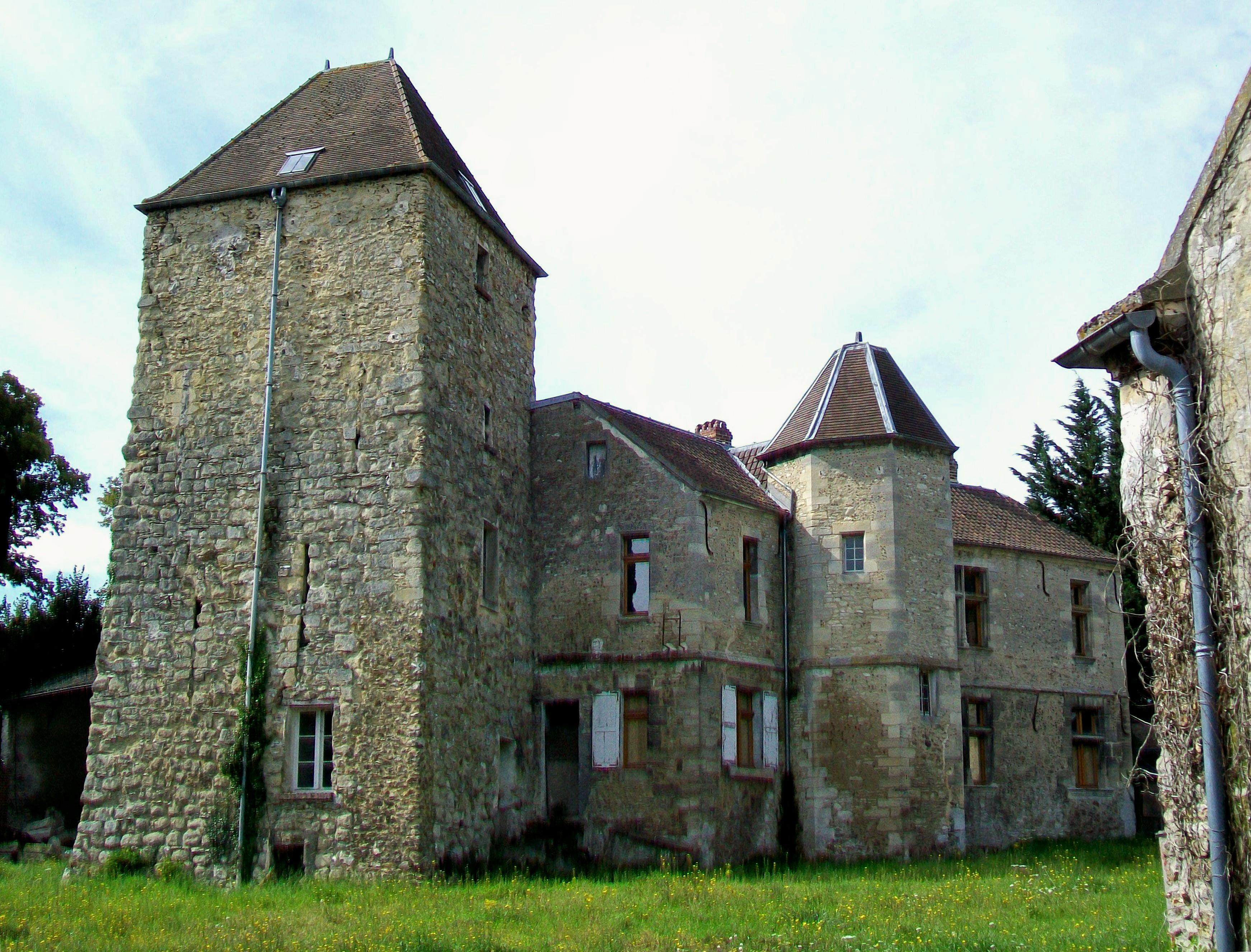
La ferme fortifiée du Valpendant : donjon du XIIIe siècle et logis du XVIe siècle.

On peut également signaler :
- Le château de Bellevue, sur un grand domaine boisé immédiatement à l'ouest du bourg

Il fut édifié au XIXe siècle par un tailleur de Paris. Ce château de brique et pierre remplace un pavillon de chasse du prince de Condé. Ce fut la propriété et le lieu de décès de l'entrepreneur et fondeur d'art Antoine Durenne, mort en 1895. Le général Jacquin y ajoute deux ailes en 1912. Sans illustration.
- Le château de Courcelles, au hameau du même nom, rue Alexandre-Prachay

De style néo-classique, il fut édifié à partir de 1709. Acheté par le prince de Conti, seigneur de L'Isle-Adam à Marie de Turmenyes, il est ensuite revendu à Pierre-François Bergeret puis vendu à M. Perrot, président de la chambre des comptes guillotiné en 1794. Les aménagements intérieurs du château datent de la fin du XIXe siècle et furent remodelés dans les années 1930. Son parc, vraisemblablement l'œuvre de Louis-Sulpice Varé, compte parmi les plus beaux ensembles paysagers du Val-d'Oise. Il s'étend sur 30 hectares et comprend plusieurs pièces d'eau alimentées par des sources et par le ru de Presles ainsi que plusieurs fabriques, notamment une passerelle, une fausse ruine, un embarcadère, un belvédère et un kiosque. On trouve sur le domaine une grange, un ancien chenil et l'hôpital de Courcelles, aujourd'hui maison d'accueil de la DDASS.
- Les Grands Moulins de Presles, en écart, 112 rue Pierre-Brossolette (RD 78)

Cette minoterie industrielle est implantée sur un site utilisé dès le XVIe siècle.
- Le coffre mégalithique de Bellevue

Situé sur le domaine du château de Bellevue. Cette allée couverte est une petite sépulture collective, composée de quatre dalles de calcaire. Elle fut découverte en 1901 et contenait les restes de huit individus ainsi que quatre objets.
- La ferme fortifiée de Valpendant, au bout d'un chemin d'exploitation partant du carrefour de la Libération, RD 64e

Elle domine le hameau de Courcelles. Cette ancienne forteresse donnée par Louis IX à l'abbaye de Royaumont en 1249 devient la propriété au XIVe siècle de la puissante famille de Chambly qui en fait le chef-lieu du comté de Beaumont. Le donjon de 16 m de hauteur fut érigé au XIIIe siècle, on peut encore y voir les meurtrières ; sa partie supérieure fut transformée en colombier au XVIIe siècle. Le logis seigneurial comprenant plusieurs fenêtres à meneaux date lui du XVIe siècle. Les douves en partie comblées remontent au XIIe siècle. La grange, d'une longueur de 47 m, remonte au XIIe siècle, mais ses ouvertures ont été remaniées au XIXe siècle et sa charpente médiévale a malheureusement disparue au cours d'un incendie en 1992.
- La ferme de la Cave, RD 64 / carrefour de la Libération

Elle est installée dans un ancien relais de poste décrit par Balzac, qui résidait alors à L'Isle-Adam dans son roman « Un début dans la vie ». Le chenil du prince Murat est installé dans un ancien relais de chasse du prince de Conti.
- Le lavoir de Courcelles

Alimenté par une source, il est situé en contrebas de la rue. Il a été restauré en 1990.
- Le moulin de Montbray, rue du bois Belle-Fille

Il ne reste que des ruines de ce moulin à eau médiéval.
- La route forestière du bois Belle-Fille de la forêt de Carnelle date du XVIIIe siècle.
- Insolite, une maison du village, la maison Notre-Dame, présente des sculptures en bois (porche, salle à manger) d'inspiration indonésienne achetées par Louis Hayaux du Tilly. Elles ornaient le pavillon indonésien de l'exposition universelle de 1900. Sans illustration.

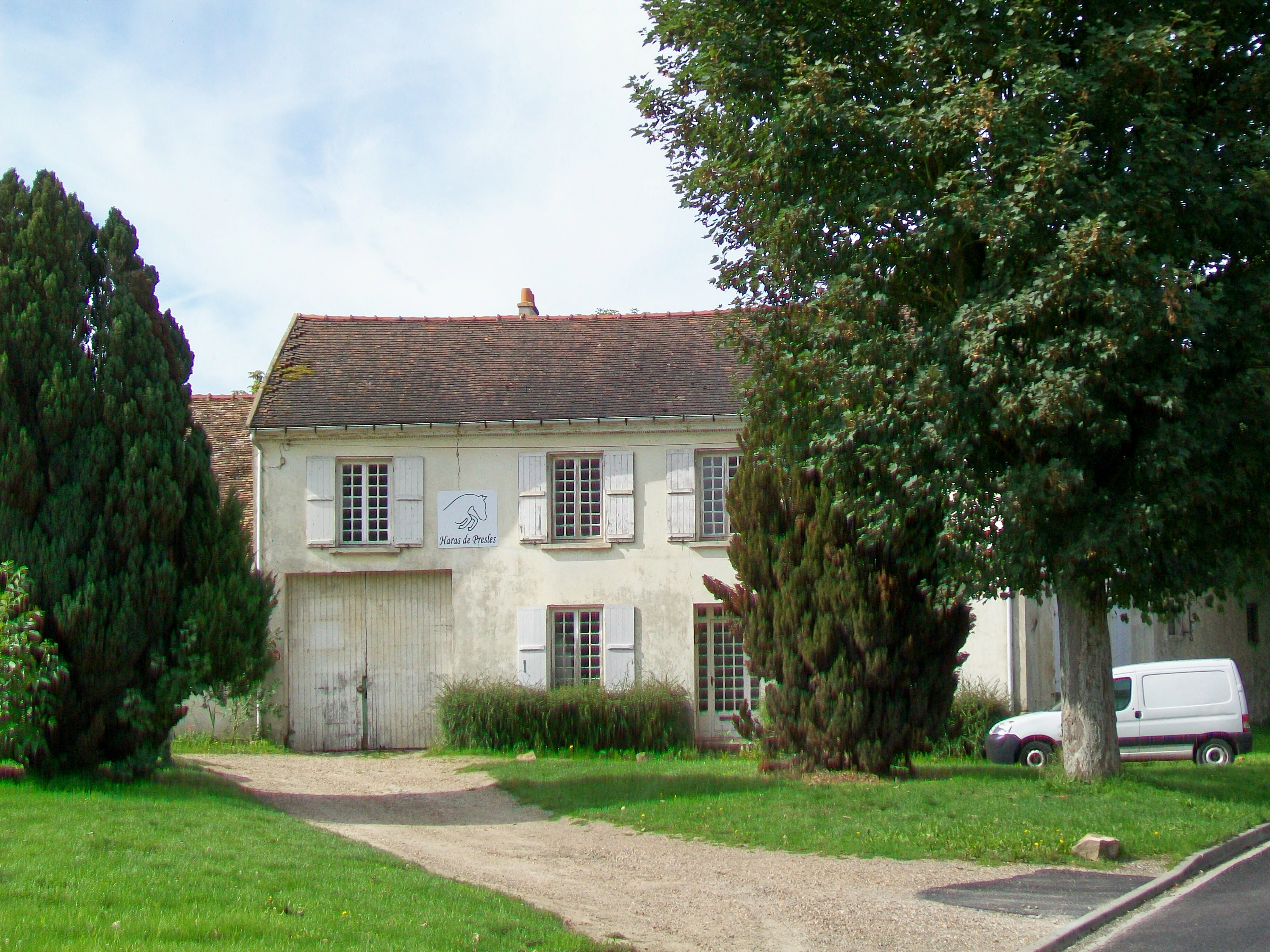
L'ancien chenil du prince Murat issu de la transformation d'un relais de chasse du prince de Conti.
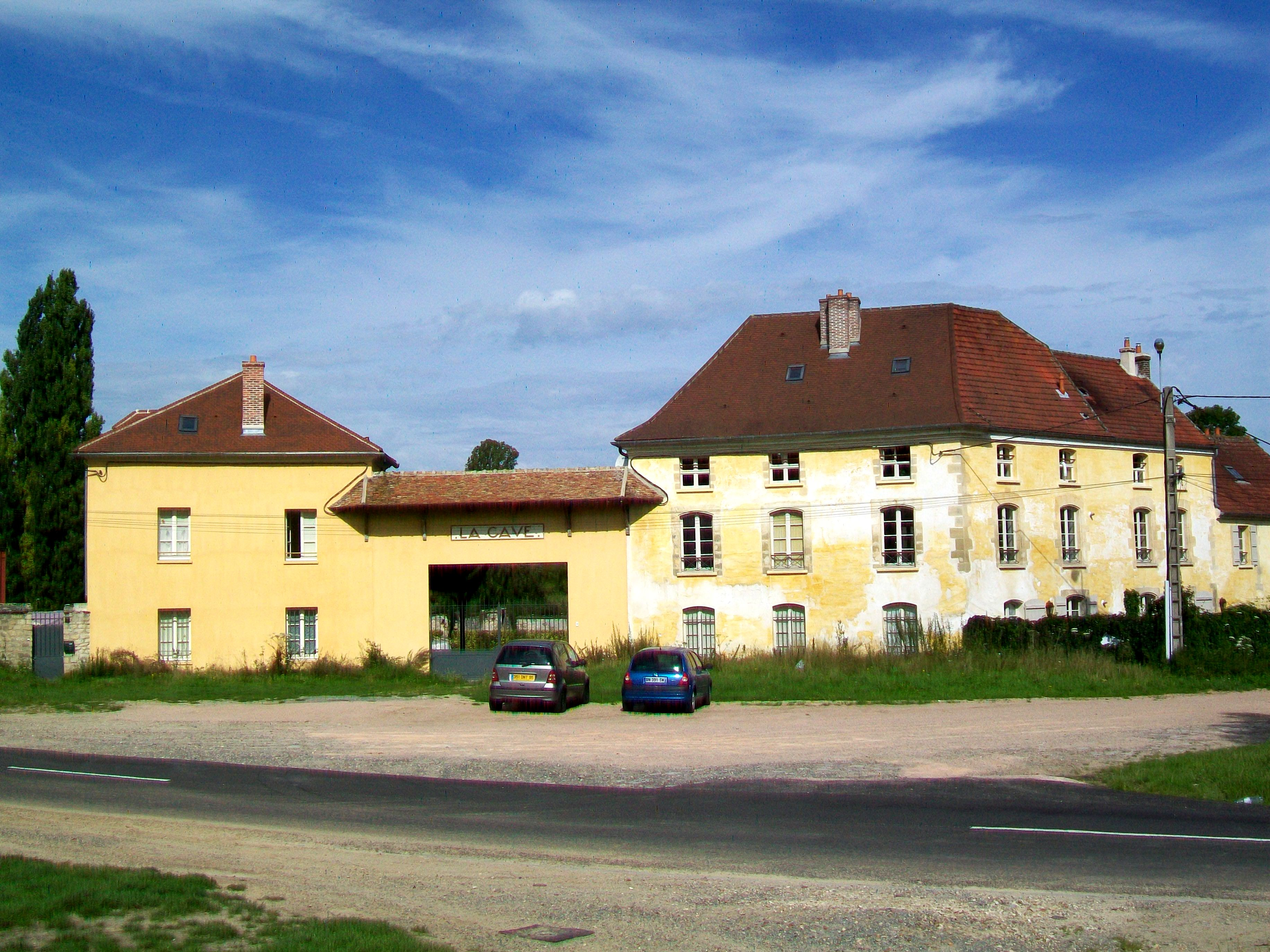
La ferme de la Cave au carrefour de la Libération : ancien relais de poste du XVIIIe siècle.
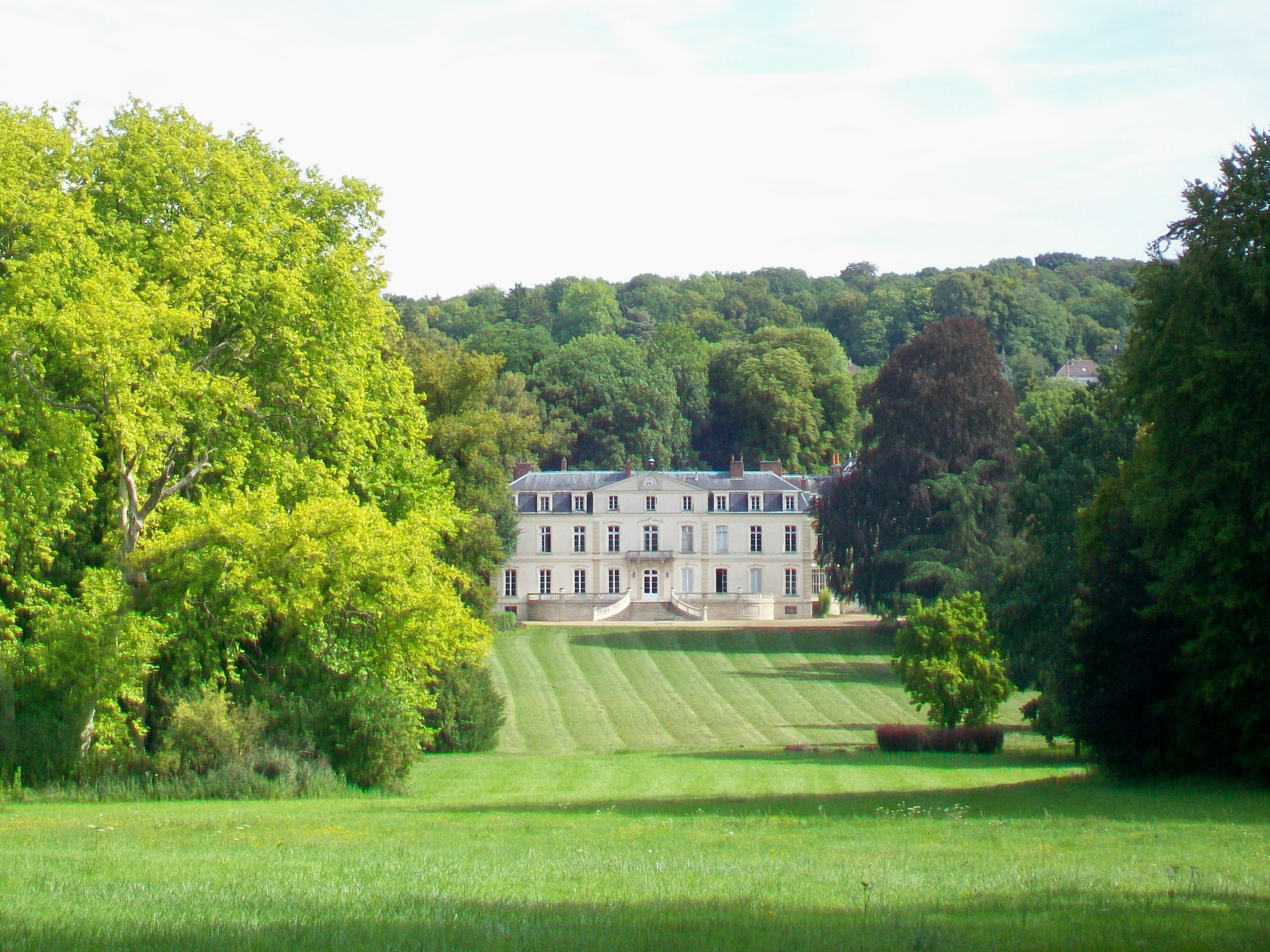
La façade sud du château sur le parc, depuis la grille sur la RD 78, face au chemin rural no 1.
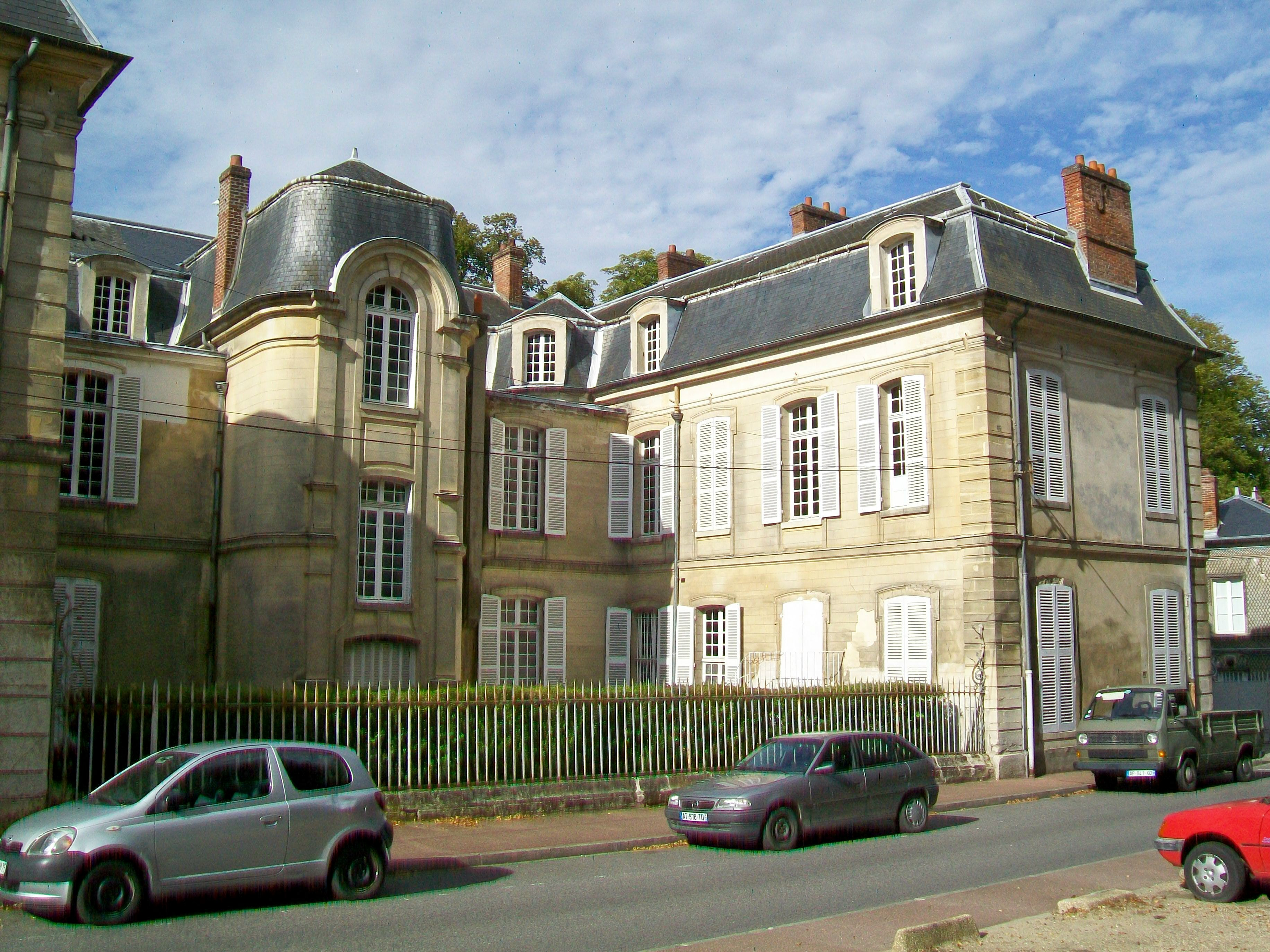
Château de Courcelles ; la façade nord peu valorisée sur la rue de Courcelles.
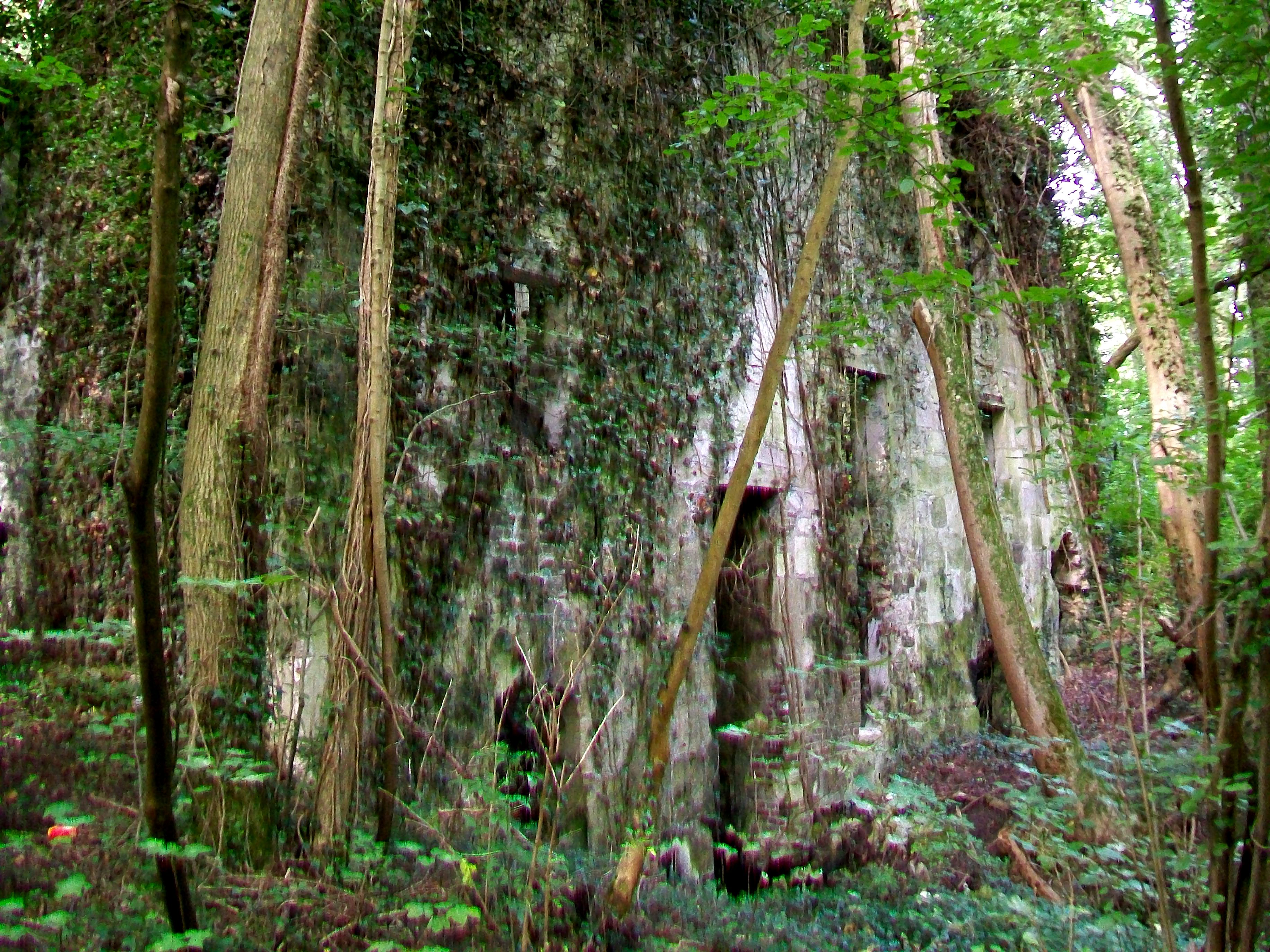
Ruine du moulin de Montbray, envahie par la végétation ; rue du bois Belle-Fille, face au chemin des Bourbiers.
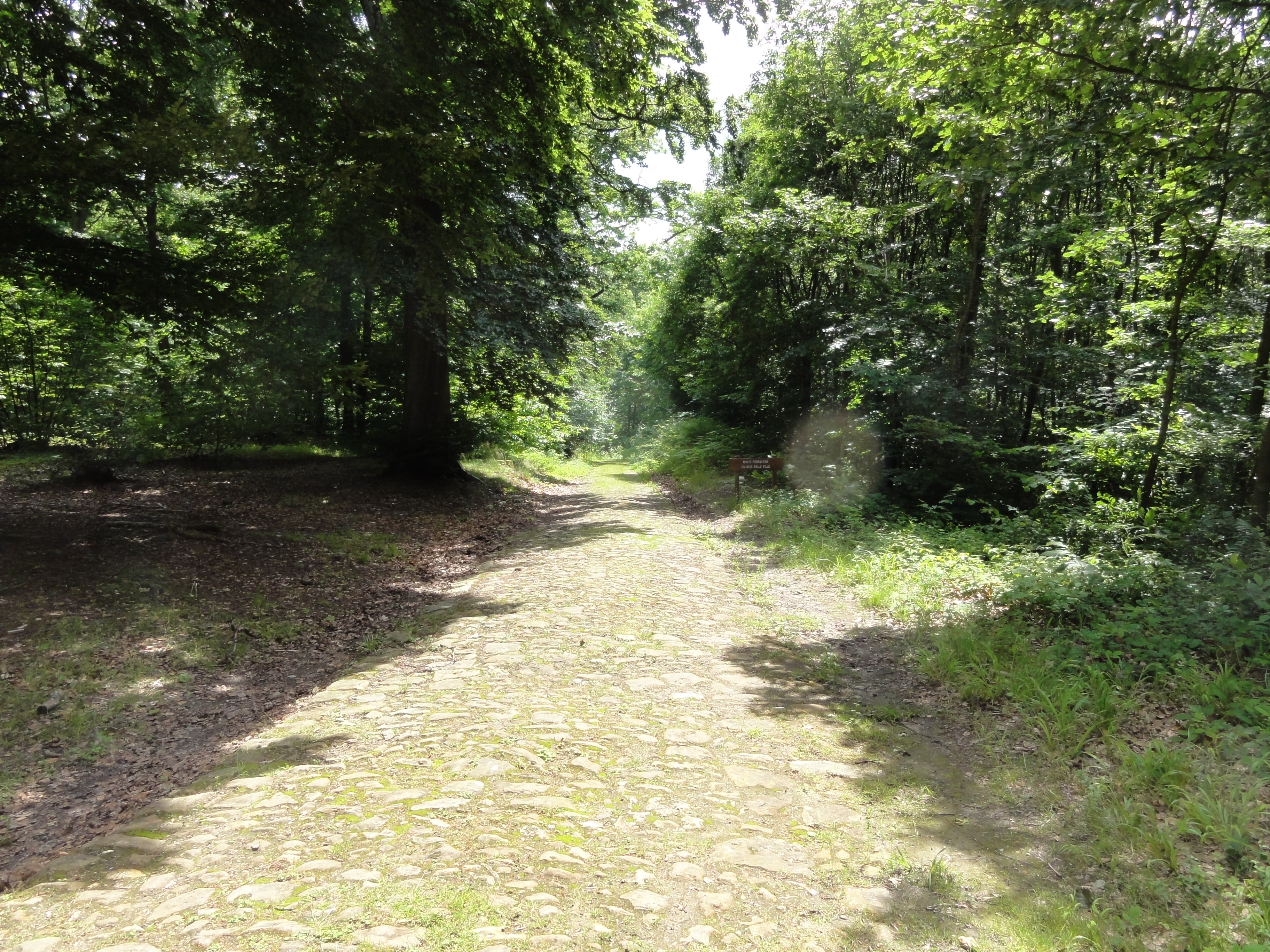
Route du bois Belle-Fille.

### Fête de Lutte ouvrière
La fête annuelle de Lutte ouvrière se déroule le week-end de la Pentecôte dans un parc boisé situé sur la commune de Presles, dans le château de Bellevue, accueillant environ 40 000 visiteurs. En plus des nombreuses attractions non politiques, cette fête constitue un des principaux rassemblements de l'extrême-gauche en France, où sont invités des militants de tendances diverses ainsi que la majorité des Preslois.

### Personnalités liées à la commune

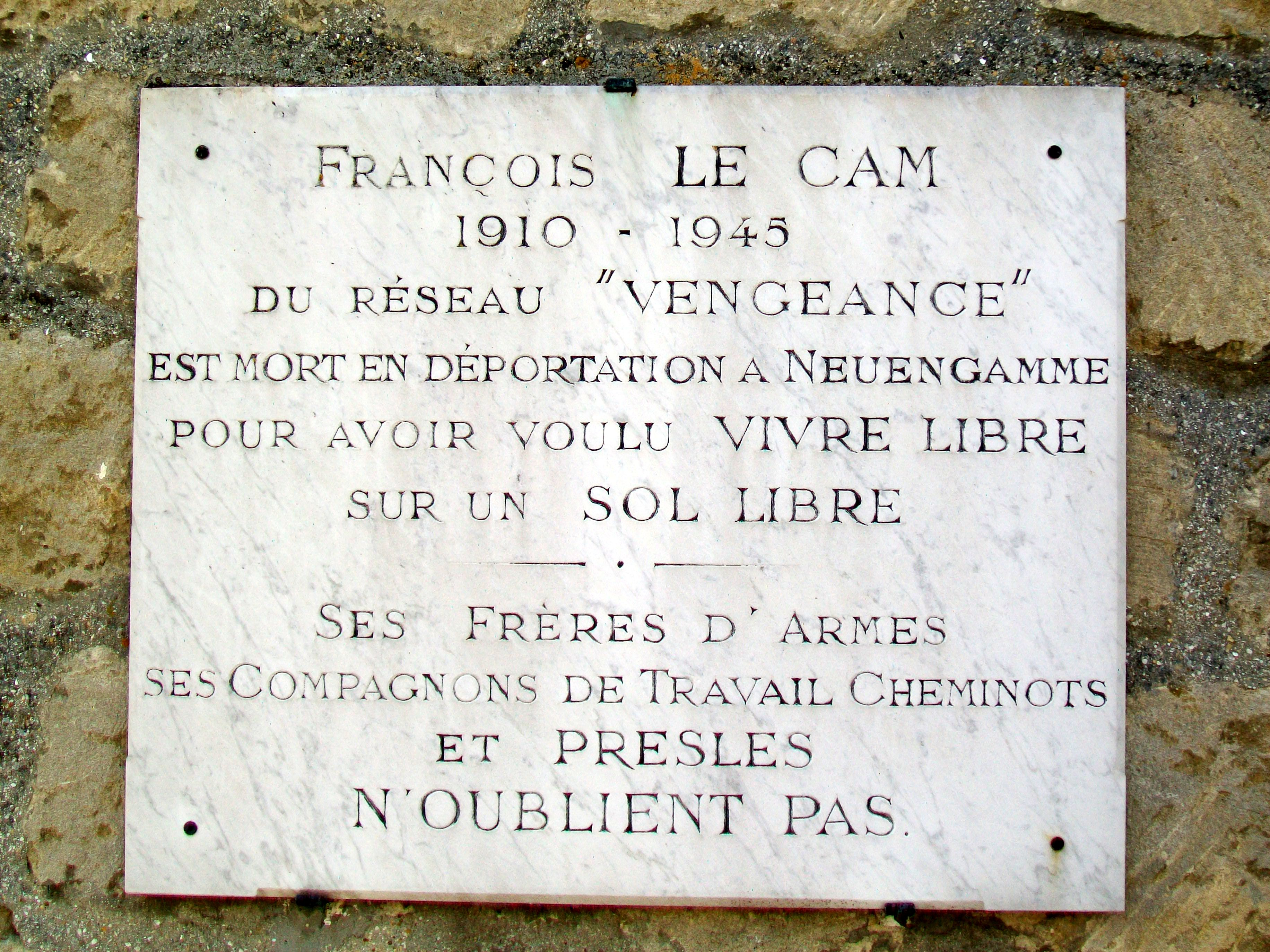
Plaque commémorative de François Le Cam

- Charles Aznavour, auteur-compositeur-interprète, acteur et écrivain franco-arménien, a fait l'un de ses premiers concerts dans la commune[40].
- Honoré de Balzac y séjourne plusieurs fois[41].
- François Le Cam, résistant du réseau Résistance, mort en déportation à Neuengamme en 1945. Une plaque honore sa mémoire.

### Presles dans les arts
Honoré de Balzac a évoqué Presles dans Un début dans la vie.

### Héraldique
| Blason de Presles (Val-d'Oise) | Blason  | D'argent fretté de huit pièces de sinople. |
| Blason de Presles (Val-d'Oise) | Détails |                                            |